# Пьер II де Люксембург-Сен-Поль
Пьер II де Люксембург-Сен-Поль (фр. Pierre II de Luxembourg-Saint-Pol; около 1440, Об — 25 октября 1482, Ангьен, Эно) — граф де Марль, де Суассон, де Сен-Поль и де Бриенн.

## Биография
Второй сын коннетабля Франции Луи де Люксембурга и Жанны де Бар, графини де Марль и де Суассон.
Так как его отец был казнен за измену, а владения дома Люксембург-Линьи конфискованы, Пьер унаследовал только земли матери, полученные после смерти старшего брата Жана де Люксембурга, погибшего в 1476 в битве при Муртене. 
В 1477 по условиям договора между Людовиком XI и Марией Бургундской Пьеру удалось вернуть часть владений отца — графства Сен-Поль, Бриенн и Руси. 
В 1478 на капитуле в Брюгге был принят Максимилианом Габсбургом в число рыцарей ордена Золотого руна.

## Семья
Жена (1466): Маргарита Савойская (1439—1483), Дочь Людовика, герцога Савойи, и Анны де Лузиньян, сестра Марии Савойской, второй жены его отца.
Дети:
- Луи де Люксембург
- Клод де Люксембург
- Антуан де Люксембург
- Мария де Люксембург (1472 — 1.04.1547). Муж 1) (1484): Жак Савойский, граф де Ромон (1450—1486); 2) (1487): Франсуа де Бурбон, граф де Вандом (1470—1495)
- Франсуаза де Люксембург (ум. 1523), дама д'Энгиен. Муж (1485): Филипп Клевский (1456—1528)